# Xanthoparmelia kosciuszkoensis
Xanthoparmelia kosciuszkoensis är en lavart som beskrevs av Elix. Xanthoparmelia kosciuszkoensis ingår i släktet Xanthoparmelia och familjen Parmeliaceae.   Inga underarter finns listade i Catalogue of Life.